# Lucirio Antonio Garrido
Lucirio António Garrido Acosta (Calabozo, 8 aprile 1992) è un mezzofondista venezuelano, specializzato negli 800 e 1500 metri piani.

## Biografia
Garrido proviene da una famiglia di atleti mezzofondisti: suo nonno Lucirio Garrido Sr. era attivo negli anni Settanta, ugualmente suo padre Lucirio Garrido Jr. lo ha succeduto nella disciplina e ha avviato entrambi i figli, Lucirio Francisco e Lucirio António alla carriera sportiva. La prima esperienza internazionale di Lucirio A. Garrido è nel 2009 ai Campionati panamericani under 20, vincendo una medaglia di bronzo negli 800 metri.

Successivamente, gareggiando con la nazionale seniores, ha conquistato numerose medaglie regionali, tra cui spiccano gli ori vinti ai Giochi sudamericani nel 2018, ai Campionati sudamericani del 2019 e nella prima edizione indoor dei Campionati sudamericani nel 2020 in Bolivia.

Nel 2019 ha preso parte ai suoi primi Mondiali a Doha, sia negli 800 metri che nei 1500 metri, senza però avanzare al turno successivo.

## Palmarès
| Anno | Manifestazione             | Sede           | Evento       | Risultato | Prestazione | Note |
| ---- | -------------------------- | -------------- | ------------ | --------- | ----------- | ---- |
| 2009 | Panamericani juniores      | Port of Spain  | 800 m piani  | Batteria  | 1'54"34     |      |
| 2009 | Panamericani juniores      | Port of Spain  | 1500 m piani | Bronzo    | 4'00"43     |      |
| 2011 | Panamericani juniores      | Miramar        | 800 m piani  | Bronzo    | 1'49"88     |      |
| 2011 | Sudamericani juniores      | Medellín       | 800 m piani  | 5º        | 1'51"49     |      |
| 2011 | Sudamericani juniores      | Medellín       | 1500 m piani | Argento   | 3'53"10     |      |
| 2012 | Campionati ibero-americani | Barquisimeto   | 800 m piani  | 5º        | 1'50"14     |      |
| 2012 | Sudamericani U23           | Medellín       | 800 m piani  | Bronzo    | 1'48"60     |      |
| 2012 | Sudamericani U23           | Medellín       | 1500 m piani | 6º        | 4'03"04     |      |
| 2013 | Sudamericani               | Cartagena      | 800 m piani  | 4º        | 1'48"83     |      |
| 2013 | Giochi bolivariani         | Trujillo       | 800 m piani  | Argento   | 1'47"32     |      |
| 2013 | Giochi bolivariani         | Trujillo       | 4×400 m      | Argento   | 3'07"19     |      |
| 2014 | Campionati ibero-americani | San Paolo      | 800 m piani  | Bronzo    | 1'46"60     |      |
| 2014 | Campionati ibero-americani | San Paolo      | 1500 m piani | 8º        | 3'54"60     |      |
| 2014 | Sudamericani U23           | Montevideo     | 800 m piani  | Bronzo    | 1'50"87     |      |
| 2014 | Sudamericani U23           | Montevideo     | 1500 m piani | 6º        | 3'51"17     |      |
| 2014 | Giochi CAC                 | Veracruz       | 800 m piani  | 5º        | 1'48"49     |      |
| 2015 | Sudamericani               | Lima           | 800 m piani  | Argento   | 1'47"83     |      |
| 2015 | Giochi panamericani        | Toronto        | 800 m piani  | Batteria  | 1'49"84     |      |
| 2016 | Campionati ibero-americani | Rio de Janeiro | 800 m piani  | Bronzo    | 1'46"72     |      |
| 2017 | Sudamericani               | Asunción       | 800 m piani  | 6º        | 1'51"36     |      |
| 2017 | Giochi bolivariani         | Santa Marta    | 800 m piani  | Argento   | 1'48"12     |      |
| 2017 | Giochi bolivariani         | Santa Marta    | 1500 m piani | Bronzo    | 3'47"92     |      |
| 2018 | Giochi sudamericani        | Cochabamba     | 800 m piani  | Oro       | 1'51"15     |      |
| 2018 | Giochi sudamericani        | Cochabamba     | 1500 m piani | dnf       | dnf         |      |
| 2018 | Giochi CAC                 | Barranquilla   | 800 m piani  | Batteria  | 1'49"49     |      |
| 2019 | Sudamericani               | Lima           | 800 m piani  | Oro       | 1'46"27     |      |
| 2019 | Sudamericani               | Lima           | 1500 m piani | Oro       | 3'55"04     |      |
| 2019 | Giochi panamericani        | Lima           | 800 m piani  | Finale    | dns         |      |
| 2019 | Mondiali                   | Doha           | 800 m piani  | Batteria  | 1'46"89     |      |
| 2019 | Mondiali                   | Doha           | 1500 m piani | Batteria  | 3'52"93     |      |
| 2020 | Sudamericani indoor        | Cochabamba     | 800 m piani  | Oro       | 1'53"54     |      |
| 2023 | Giochi CAC                 | San Salvador   | 1500 m piani | 9º        | 3'54"50     |      |